# 岳阳市第十五中学
岳阳市第十五中学（英語：Yueyang No.15 High School）位于湖南省岳阳市，为岳阳市公立学校，湖南省示范性中学之一。教师团体中目前有两位特级教师，七十九位高级教师；同时有数位国家级/省级骨干教师。

## 历史
1969年10月，“中国人民解放军总后勤部277部队2348工程指挥部子弟学校”建立，它是岳阳市第十五中学的前身。
1976年9月，“中国人民解放军总后勤部277部队2348工程指挥部子弟学校”更名为“湖南省岳阳市化工总厂第一中学”。
1984年5月，“湖南省岳阳市化工总厂第一中学”更名为“中国石化总公司湖南省岳阳市石油化工总厂第一中学”。
1991年4月，“中国石化总公司湖南省岳阳市石油化工总厂第一中学”更名为“中国石化总公司巴陵石化公司第一中学”。
1993年10月，“中国石化总公司巴陵石化公司第一中学”更名为“中国石化总公司岳阳石油化工总厂第一中学”。
2002年4月，“中国石化总公司岳阳石油化工总厂第一中学”更名为“中国石化总公司巴陵石化有限责任公司岳化第一中学”。
2004年10月，岳阳市教育局接管学校，标志着学校从私立学校转向公立学校。
2010年1月，“中国石化总公司巴陵石化有限责任公司岳化第一中学”更名为“湖南省岳阳市第十五中学”。

## 学校文化

### 校训
仁德润美行 博采求真知

## 奖项
岳阳市第十五中学先后荣获“全国青少年科技示范学校”、“全国十五重点科研课题基地”、“全国青少年劳动技术教育发明创造学校”、“湖南省体育传统项目学校”、“湖南省师德建设先进单位”、“湖南省文明安全单位”等荣誉奖项。

## 搬迁
2009年起，岳阳市市委市政府决定岳阳市第十五中学整体搬迁，经过2年的建设，于2011年11月17日新校区正式投入使用，标志着学校从旧址搬迁到位于岳阳市白石岭的新校区。
但是部份人反对这一搬迁方案，称新校区位置较为偏僻，不利于搭乘公交车。